# Valentin Giraud Moine
Valentin Giraud Moine (* 23. Januar 1992 in Gap) ist ein ehemaliger französischer Skirennläufer. Er war auf die Disziplinen Abfahrt und Super-G spezialisiert.

## Biografie
Als 15-Jähriger nahm Giraud ab Dezember 2007 an FIS-Rennen und nationalen Juniorenrennen teil, wobei er zunächst vor allem in den Disziplinen Riesenslalom und Slalom antrat. 2009 war er Teilnehmer des European Youth Olympic Festival in Szczyrk, kam aber in seinen zwei Rennen nicht ins Ziel. Die ersten Einsätze im Europacup folgten im Januar 2010, zunächst ohne nennenswerten Erfolg. Allmählich begann er sein Augenmerk auf die schnellen Disziplinen zu richten. Der erste Punktgewinn in einem Europacuprennen gelang ihm im Januar 2012. Ende März 2012 sorgte er mit einem dritten Platz bei der französischen Abfahrtsmeisterschaft für eine Überraschung.
Nachdem Giraud Mitte Januar 2013 erstmals in einem Europacuprennen unter die besten zehn gefahren war, siegte er einen Monat später bei der französischen Juniorenmeisterschaft im Riesenslalom. Bei den Juniorenweltmeisterschaften 2013 gewann er die Bronzemedaille in der Abfahrt. Am 30. November 2013 debütierte er im Weltcup, wobei er in der Abfahrt von Lake Louise ausschied. Die ersten Weltcuppunkte gewann er 20. Dezember 2013 auf der Saslong in Gröden, mit Platz 26 im Super-G. In den folgenden zwei Jahren gelangen ihm nur sporadisch Ergebnisse in den Punkterängen.
Eine markante Steigerung zeichnete sich in der Saison 2015/16 ab, als Giraud sich viermal unter den besten 15 klassierte. Am 12. März 2016 sorgte er für eine Überraschung, als er in der Abfahrt von Kvitfjell auf den zweiten Platz fuhr; sein bestes Ergebnis war bisher ein 12. Platz gewesen. Bei der legendären Streif-Abfahrt in Kitzbühel am 21. Januar 2017 fuhr er überraschend mit der hohen Startnummer 24 auf Rang 2. Beim darauffolgenden Abfahrtsrennen in Garmisch am 27. Januar stürzte er jedoch schwer und zog sich unter anderem Luxationen beider Kniegelenke sowie Bänderverletzungen zu.
Nach seiner Verletzung gab er am 24. November 2018 in Lake Louise bei der Abfahrt sein Comeback. Im Europacup 2019/20 entschied er die Abfahrtswertung für sich, wozu unter anderem sein erster Europacupsieg am 28. Februar 2020 in der Abfahrt von Kvitfjell beitrug.
Infolge von diversen Verletzungen gab er im September 2021 seinen Rücktritt bekannt.

## Erfolge

### Weltcup
- 6 Platzierungen unter den besten zehn, davon 2 Podestplätze

### Weltcupwertungen
| 2013/14 | 87.                                 | 51                                  | 39.                                 | 22                                  | 40.                                 | 12                                  | 21.                                 | 17                                  |                                     |                                     |                                     |                                     |
| 2015/16 | 47.                                 | 224                                 | 20.                                 | 171                                 | 38.                                 | 22                                  | 22.                                 | 31                                  |                                     |                                     |                                     |                                     |
| 2016/17 | 44.                                 | 185                                 | 21.                                 | 106                                 | –                                   | –                                   | 7.                                  | 79                                  |                                     |                                     |                                     |                                     |
| 2017/18 | verletzungsbedingt keine Ergebnisse | verletzungsbedingt keine Ergebnisse | verletzungsbedingt keine Ergebnisse | verletzungsbedingt keine Ergebnisse | verletzungsbedingt keine Ergebnisse | verletzungsbedingt keine Ergebnisse | verletzungsbedingt keine Ergebnisse | verletzungsbedingt keine Ergebnisse | verletzungsbedingt keine Ergebnisse | verletzungsbedingt keine Ergebnisse | verletzungsbedingt keine Ergebnisse | verletzungsbedingt keine Ergebnisse |
| 2018/19 | 142.                                | 7                                   | –                                   | –                                   | –                                   | –                                   | 36.                                 | 7                                   |                                     |                                     |                                     |                                     |
| 2019/20 | 155.                                | 4                                   | 56.                                 | 4                                   | –                                   | –                                   | –                                   | –                                   |                                     |                                     |                                     |                                     |
| 2020/21 | 119.                                | 18                                  | 41.                                 | 18                                  | –                                   | –                                   | –                                   | –                                   |                                     |                                     |                                     |                                     |

### Europacup
- Saison 2019/20: 1. Abfahrtswertung
- 3 Podestplätze, davon 1 Sieg:

| Datum            | Ort       | Land     | Disziplin |
| ---------------- | --------- | -------- | --------- |
| 28. Februar 2020 | Kvitfjell | Norwegen | Abfahrt   |

### Juniorenweltmeisterschaften
- Crans-Montana 2011: 12. Abfahrt, 19. Super-G, 21. Riesenslalom
- Roccaraso 2012: 15. Abfahrt, 21. Riesenslalom
- Québec 2013: 3. Abfahrt, 6. Riesenslalom, 8. Super-G

### Weitere Erfolge
- 1 französischer Meistertitel (Abfahrt 2016)
- 1 französischer Juniorenmeistertitel (Riesenslalom 2013)
- 3 Siege in FIS-Rennen